# Andrés Oppenheimer
Andrés Oppenheimer (Buenos Aires, 24 de novembre de 1951) és un periodista i escriptor d'origen argentí nacionalitzat estatunidenc especialitzat en temes d'Amèrica Llatina.
Havent estudiat dret a la Universitat de Buenos Aires, Oppenheimer abandonà l'Argentina després del cop d'estat de 1976, i s'establí als Estats Units, on amplià els seus estudis (màster a la Universitat de Colúmbia) i començà a treballar com a periodista. Treballà per l'agència AP i, des de 1983, pel Miami Herald, on continua com a columnista (sota el nom d'Informe Oppenheimer). Ultra això, ha publicat diversos llibres. És presentador d'un programa de televisió anomenat "Oppenheimer Presenta" que s'emet a diversos canals del continent americà.
El 1987 li fou atorgat el Premi Pulitzer com a membre de l'equip que destapà l'escàndol de l'Iran-Contra del govern de Ronald Reagan.

## Obres
- Castro's Final Hour: An eyewitness account of the disintegration of Castro's Cuba
- Bordering on Chaos: Guerrillas, Stockholders, Politicians and Mexico's Road to Prosperity
- Crónicas de Héroes y Bandidos
- Ojos Vendados: Estados Unidos y el Negocio de la Corrupción en América Latina
- Cuentos Chinos: El engaño de Washington, la mentira populista, y la esperanza de America Latina